# 니시오 다다나리
니시오 다다나리(일본어: 西尾忠成, 1653년 ~ 1713년 11월 30일)는 스루가 다나카번 제2대 번주, 시나노 고모로번주, 도토미 요코스카 번 초대 번주이다. 요코스카 번 니시오 가(横須賀藩西尾家) 제4대 당주. 당대에 회화에 뛰어난 문화인이었다.
| 전임 니시오 다다테루 | 제2대 다나카번 번주 (니시오 가) 1654년 ~ 1679년 | 후임 사카이 다다요시 |

| 전임 사카이 다다요시 | 고모로번 번주 (니시오 가) 1679년 ~ 1682년 | 후임 마쓰다이라 노리마사 |

| 전임 혼다 도시나가 | 제1대 요코스카 번 번주 (니시오 가) 1682년 ~ 1713년 | 후임 니시오 다다나오 |